# Hallstaviks samrealskola
Hallstaviks samrealskola var en realskola i Hallstavik verksam från 1941 till 1965.

## Historia
1937 inrättades skolan som en högre folkskola med fyra årskurser. 1 juli 1941 ombildades denna till en kommunal mellanskola. Denna ombildades successivt med start 1946 till en samrealskola.

Realexamen gavs från 1942 till 1965.
Skolbyggnaden, ritad av Folke Bensow, invigdes 1924 för Hallsta folkskola och används efter realskoletiden av Hallsta skola.